# Сцила и Харибда
У грчкој митологији Сцила и Харибда су морска чудовишта. 
Сцила живи испод глатког високог гребена. Она има дванаест ногу и шест дугих вратова. На вратовима су страшне главе са по три низа зуба којима прождире све што поред ње прође. Одисеј јој је као данак дао шест својих другова, како би избегао још страшнију Харибду.
Харибда живи испод стене на којој расте смоквино дрво, недалеко од Сциле. Она три пута дневно гута морску воду и све што се у њој нађе и три пута то из себе избацује.
Бити између Сциле и Харибде је метафора која илуструје безизлазност ситуације тј. да се између два зла мора изабрати једно.